# مانیتور کلاس پسیک
مانیتور کلاس پسیک (به انگلیسی: Passaic-class monitor) یک کلاس از کشتی است که طول آن ۲۰۰ فوت (۶۱ متر) می‌باشد.